# Crazy for You (serie de televisión)
Crazy for You (en hangul, 사랑에 미치다) es una serie de televisión surcoreana emitida originalmente durante 2007 y protagonizada por Lee Mi Yun, Yoon Kye Sang, Lee Jong-hyuk y Go Joon Hee.
Fue transmitida por Seoul Broadcasting System desde el 27 de enero hasta el 1 de abril de 2007, finalizando con una longitud de 16 episodios emitidos cada sábados y domingos a las 21:55 (KST).

## Argumento
Suh Jin Young es una técnico de mantenimiento de aviación. Su novio Jae Hoon falleció en un accidente de tráfico horrible. Los sueños de Kim Chae Joon es ser un técnico de mantenimiento de aviación pero él encuentra el prejuicio porque él es un ex-presidiario. Él mató a alguien con su coche. Suh Jin Young le da una posibilidad para trabajar supervisada por ella y luego ellos se enamoran.
Sin embargo ante todo, aquel amor será probado cuando ellos ambos descubren que la víctima de Chae Joon fue Jae Hoon el novio de Suh Jin Young.

## Reparto

### Principal
- Lee Mi Yun como Suh Jin Young.
- Yoon Kye Sang como Kim Chae Joon.
- Lee Jong-hyuk como Lee Hyun-chul.
- Go Joon Hee como Jo Min Hee.

### Secundario
- Ryu Tae Joon como Kang Tae Joon.
- Song Jae Ho como Kang Oh Joon.
- Lee Kyung Jin como Yoo Sook Ja.
- Kim Young Wok como Han Bok Ja.
- Ko Kyu-pil como Cha Yeon-doo
- Jung So Young como Lee Chung Ho.
- Jung Kyoo So como Jo Suk Won.
- Lim Sung Min como Na Wi Sun.

## Emisión internacional
- Hong Kong: Mei Ah Drama.
- Vietnam: HTV3.